# گوسان هایکازون
گوسان هایکازون (ارمنی: Գուսան Հայկազուն؛ انگلیسی: Gusan Haykazun؛ زاده ۲۰ آوریل ۱۹۵۱) یک گوسان، آهنگساز و ترانه‌سرا اهل ارمنستان بود. وی همچنین مدیر هنری گروه موسیقی «هایکازونک» می‌باشد.

## زندگی‌نامه
وی با نام اصلی گاگیگ استپانی نازاریان (ارمنی: Գագիկ Ստեփանի Նազարյան) در آرتاشات به دنیا آمد. وی در جنگ قره‌باغ نیز حضور داشته است. و چهره فرهنگی شایسته جمهوری ارمنستان

## ترانه‌های سرشناس
- Hayer, miatseq
- گتاشن Getashen (۱۹۹۲)
- Hpart gnatseq (1992).
- Mousa Leran
- Verakangnvir, Kilikia
- Piti Gnanq (1989)
- Yerge Maghavouzi Karoyi
- Parir, Artsakhtsi
- مونته ملکونیان

## جستارهای ویژه
- فهرست خوانندگان ارمنی
- ترانه‌های انقلابی ارمنی